# Michaił Gniesin
Michaił Fabianowicz Gniesin (ros. Михаил Фабианович Гнесин, ur. 21 stycznia?/2 lutego 1883 w Rostowie nad Donem, zm. 5 maja 1957 w Moskwie) – rosyjski i radziecki kompozytor oraz pedagog.

## Życiorys
W latach 1901–1909 uczył się w Konserwatorium Petersburskim w klasie Nikołaja Rimskiego-Korsakowa, 1905 za udział w wystąpieniach studenckich został wykluczony z konserwatorium, jednak rok później przywrócony w prawach studenta. Od 1908 zajmował się pracą muzyczno-oświatową i pedagogiczną, kierował robotniczym kółkami muzycznymi w Petersburgu, od 1909 również publikował w prasie, 1911-1912 pracował w szkole muzycznej w Jekaterynodarze, organizował tam również imprezy muzyczne. W latach 1912–1921 wykładał w szkole muzycznej w Rostowie nad Donem, gdzie zorganizował towarzystwo muzyczne „Biblioteka Muzyczna im. Rimskiego-Korsakowa”, przewodził festiwalowi na cześć Rimskiego-Korsakowa i założył trzy szkoły muzyczne, 1920-1921 pracował w dońskim oddziale edukacji narodowej jako szef działu, jednocześnie był w Rostowie dyrektorem konserwatorium i dyrektorem miejscowego instytutu archeologicznego. W 1913 odwiedził Grecję, a w 1914 Palestynę i Egipt, gdzie prowadził poszukiwania folklorystyczne, 1921-1923 przebywał w Berlinie, w 1923 przeniósł się do Moskwy, gdzie został pedagogiem i kierownikiem działu technikum muzycznego. Tworzył utwory orkiestrowe, kameralne (Wariacje na temat żydowski) i wokalne, skomponował też operę. Wydał podręcznik kompozycji. W latach 1925–1926 był profesorem katedry kompozycji, jednocześnie od 1925 dziekanem Wydziału Pedagogicznego Konserwatorium Moskiewskiego, w 1927 został jednym z kierowników Towarzystwa Muzyki Żydowskiej, 1935-1941 pracował w Konserwatorium Leningradzkim, 1941-1942 przebywał w ewakuacji w mieście Joszkar-Oła, potem w Taszkencie. Otrzymał Order Czerwonego Sztandaru Pracy i Nagrodę Stalinowską (1946). W 1944 wrócił do Moskwy i został kierownikiem katedry kompozycji Państwowego Muzycznego Instytutu Pedagogicznego im. Gniesinych, w 1951 był zmuszony do odejścia ze stanowiska na fali kampanii przeciw „formalizmowi i kosmopolityzmowi”. Został pochowany na Cmentarzu Nowodziewiczym. Był bratem Jeleny, pianistki i pedagoga muzycznego.

## Wybrana muzyka filmowa
- 1939: Amangeldy